# 111-й меридіан східної довготи
111-й меридіан східної довготи — лінія довготи, що лежить на 111 градусів східніше Гринвіцького меридіана. Вона проходить від Північного полюса через Північний Льодовитий океан, Азію, Індійський океан, Південний океан та Антарктиду до Південного полюса.
111-й меридіан східної довготи формує велике коло разом із 69-тим меридіаном західної довготи.

## Список географічних об'єктів, що перетинає 111° сх. д.
Починаючи на Північному полюсі та рухаючись до Південного полюса, 111-й меридіан східної довготи проходить через:
| Координати                                                   | Країна, територія або море | Примітки |
| ------------------------------------------------------------ | -------------------------- | --- |
| 90°0′ пн. ш. 111°0′ сх. д. / 90.000° пн. ш. 111.000° сх. д.  | Північний Льодовитий океан | |
| 79°23′ пн. ш. 111°0′ сх. д. / 79.383° пн. ш. 111.000° сх. д. | Море Лаптєвих              | |
| 76°44′ пн. ш. 111°0′ сх. д. / 76.733° пн. ш. 111.000° сх. д. | Росія                      | Проходить через півострів Таймир |
| 74°32′ пн. ш. 111°0′ сх. д. / 74.533° пн. ш. 111.000° сх. д. | Хатанзька затока           | |
| 73°55′ пн. ш. 111°0′ сх. д. / 73.917° пн. ш. 111.000° сх. д. | Росія                      | |
| 49°12′ пн. ш. 111°0′ сх. д. / 49.200° пн. ш. 111.000° сх. д. | Монголія                   | |
| 43°18′ пн. ш. 111°0′ сх. д. / 43.300° пн. ш. 111.000° сх. д. | КНР                        | Внутрішня Монголія Шеньсі Шаньсі Хенань Шеньсі Хенань — приблизно на 8 км Хубей — проходить через греблю Три ущелини Хунань Гуансі Хунань Гуансі Гуандун |
| 21°23′ пн. ш. 111°0′ сх. д. / 21.383° пн. ш. 111.000° сх. д. | Південнокитайське море     | |
| 19°44′ пн. ш. 111°0′ сх. д. / 19.733° пн. ш. 111.000° сх. д. | КНР                        | Проходить через острів Хайнань |
| 19°39′ пн. ш. 111°0′ сх. д. / 19.650° пн. ш. 111.000° сх. д. | Південнокитайське море     | Проходить через спірні Парасельські острови |
| 1°36′ пн. ш. 111°0′ сх. д. / 1.600° пн. ш. 111.000° сх. д.   | Малайзія                   | Проходить через острів Калімантан Саравак |
| 1°1′ пн. ш. 111°0′ сх. д. / 1.017° пн. ш. 111.000° сх. д.    | Індонезія                  | Проходить через острів Калімантан Західний Калімантан Центральний Калімантан                                                                             |
| 3°5′ пд. ш. 111°0′ сх. д. / 3.083° пд. ш. 111.000° сх. д.    | Яванське море              | |
| 6°25′ пд. ш. 111°0′ сх. д. / 6.417° пд. ш. 111.000° сх. д.   | Індонезія                  | Проходить через острів Ява |
| 8°15′ пд. ш. 111°0′ сх. д. / 8.250° пд. ш. 111.000° сх. д.   | Індійський океан           | |
| 60°0′ пд. ш. 111°0′ сх. д. / 60.000° пд. ш. 111.000° сх. д.  | Південний океан            | |
| 66°2′ пд. ш. 111°0′ сх. д. / 66.033° пд. ш. 111.000° сх. д.  | Антарктида                 | Проходить через Австралійську антарктичну територію (претендує Австралія)                                                                                |